# Hellmuth Opitz

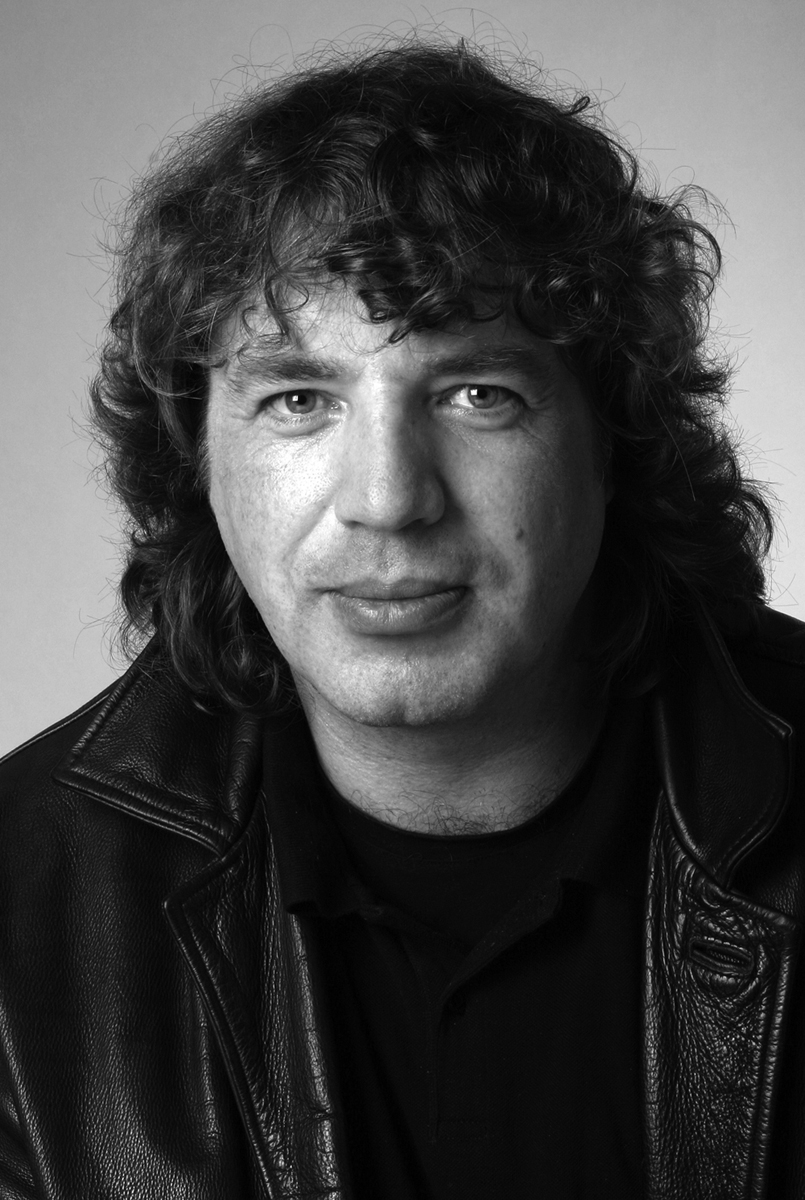
Hellmuth Opitz

Hellmuth Opitz (* 6. Januar 1959 in Bielefeld) ist ein deutscher Schriftsteller.

## Leben und Werk
Hellmuth Opitz wuchs in Bielefeld auf und studierte von 1979 bis 1984 Germanistik und Philosophie an der Westfälischen Wilhelms-Universität. Anschließend arbeitete er als Chefredakteur für ein Stadtmagazin und verfasste als freier Journalist Rezensionen, Features und Interviews für namhafte Musikmagazine wie Musikexpress und Rolling Stone. Seit 1982 schreibt Opitz Gedichte, die in Einzeltiteln sowie Anthologien und Literaturzeitschriften veröffentlicht werden. Sie zeichnen sich durch Lakonie, aber auch durch Ironie aus. Darüber hinaus verfasst er Satiren, Glossen und Essays für Zeitungen, Zeitschriften und den Rundfunk. Er ist Mitglied im Verband deutscher Schriftsteller und seit Mai 2016 Mitglied beim PEN-Zentrum Deutschland.
Hellmuth Opitz lebt in Bielefeld, ist verheiratet und Vater zweier Kinder.

## Einzeltitel
Lyrik
- An unseren Lippengrenzen. Bielefeld 1982.
- Entfernungen Entfernungen. Bielefeld 1984.
- Die Städte leuchten. Ein Zyklus. Bielefeld 1986.
- Die elektrische Nacht. Elf erotische Gedichte. Bielefeld 1990.
- Engel im Herbst mit Orangen. Bielefeld 1996.
- Gebrauchte Gedichte, Poesie aus 20 Jahren. Bielefeld 2003.
- Die Sekunden vor Augenaufschlag. Bielefeld 2006.
- Die Dunkelheit knistert wie Kandis. Bielefeld 2011.
- Aufgegebene Plätze – Verlorene Posten. Hamburg 2013.
- In diesen leuchtenden Bernsteinmomenten. Gedichte. Bielefeld 2017.

Prosa
- Metro, Texte zur Pariser Unterwelt. Bielefeld 1987.
- Lonsky, Eine Shortstory. Bielefeld 1988.

Hörbuch
- Gebrauchte Gedichte. Bielefeld 2004.
- mit Steffen Jacobs und Matthias Politycki: Frauen. Naja. Schwierig. Hamburg 2005.

## Anthologien und Literaturzeitschriften
- Karl Otto Conrady (Hrsg.): Der Große Conrady. Das Buch deutscher Gedichte. Von den Anfängen bis zur Gegenwart. Düsseldorf 2008.
- Christoph Buchwald (Hrsg.): Jahrbuch der Lyrik. Frankfurt am Main 2007, 2011.
- Shafiq Naz (Hrsg.): Der deutsche Lyrikkalender 2012. Jeder Tag ein Gedicht. B-Bertem 2011.
- Günther Butkus, Karl Riha (Hrsg.): Das Schrumpfkopf-Mobile. Geschichten vom Fressen und Gefressen werden. Bielefeld 1998.
- NDR kultur und Die Zeit (Hrsg.): Dichter am Ball. 50 neue Fußballgedichte. Frankfurt 2006.
- Anton G. Leitner (Hrsg.): Wörter kommen zu Wort. 100 Gedichte aus 10 Jahren DAS GEDICHT. Düsseldorf 2002.
- Günther Butkus (Hrsg.): Mord-Westfalen: Kriminelle Geschichten aus Ostwestfalen-Lippe. Bielefeld 2008.
- Günther Butkus (Hrsg.): Mord-Westfalen 2: Kriminelle Geschichten aus Westfalen. Bielefeld 2009.
- Günther Butkus (Hrsg.): Teuto Tod: 31 kriminelle Geschichten. Bielefeld 2013.

## Preise und Auszeichnungen
- 2000: Literaturmeisterschaft Münster
- 2010: Writer in Residence Brecht-Haus Svendborg Dänemark
- 2012: postpoetry-Preis NRW
- 2016: Menantes-Literaturpreis für erotische Dichtung Wandersleben
- 2016: Writer in Residence Brecht-Haus Svendborg Dänemark